# 里诺·费拉里奥
里诺·费拉里奥（義大利語：Rino Ferrario，1926年12月7日—2012年9月19日），意大利男子足球运动员，场上位置是中场。他曾代表意大利国家队参加1954年国际足联世界杯，结果获得第十名。